# Homosexualität in Tansania

Tansania

Homosexualität ist in Tansania gesellschaftlich tabuisiert und homosexuelle Handlungen werden seitens des Staates bestraft.

## Illegalität
Homosexuelle Handlungen sind in Tansania laut Strafgesetzbuch nach den Paragrafen 138 A, 154 und 157 illegal. Auf dem Festland gilt das alte Kolonialgesetz, das für Geschlechtsverkehr zwischen Männern bis zu 14 Jahre Haft als Höchstmaß vorsieht. Der Geschlechtsverkehr zwischen Frauen ist auf dem Festland straffrei.
Die Insel Sansibar gehört zum Staat Tansania, hat aber eine eigenständige Gesetzgebung, die seit 13. April 2004 für Männer 25 Jahre Gefängnis vorsieht und für Frauen bis zu 7 Jahre.
Seit 2016 geht die tansanische Regierung laut der Menschenrechtsorganisation Human Rights Watch hart gegen Homosexualität vor. Vor allem in Daressalam und auf Sansibar komme es immer wieder zu Festnahmen angeblich schwuler und lesbischer Menschen.

## Antidiskriminierungsgesetze
Es existiert kein Antidiskriminierungsgesetz in Tansania.

## Anerkennung gleichgeschlechtlicher Paare
Eine staatliche Anerkennung von gleichgeschlechtlichen Paaren besteht weder in der Form der Gleichgeschlechtlichen Ehe noch in einer Eingetragenen Partnerschaft.